# Cristian Del Pozo Morenilla
Cristian del Pozo Morenilla (Olot, provincia de Gerona, España, 12 de agosto de 1999) conocido deportivamente como Cristian del Pozo, es un futbolista español que juega como extremo izquierdo. Actualmente forma parte de la Unió Esportiva Santa Coloma de la Primera División de Andorra.

## Trayectoria deportiva
Los inicios de Cristian en el balompié tuvieron lugar a temprana edad en las categorías inferiores de la Escola de Futbol Garrotxa. En edad juvenil recaló en las filas del Málaga Club de Fútbol de la máxima categoría base nacional donde permaneció por dos campañas hasta firmar por el RCD Espanyol de Barcelona U19 para competir de igual modo en la División de Honor Juvenil de España.
En la temporada 2018/2019 ficha por el CE Banyoles donde militó por dos temporadas ascendiendo y compitiendo en la categoría nacional de Tercera División de España debutando en partido oficial el 29 de septiembre de 2019 en la victoria por 3-0 ante la Unió Esportiva de Sants.
Para el curso 2020/2021 ficha en primera instancia por el CF Peralada hasta el mercado de invierno cuando se convirtió en jugador de la UA Horta, en ambos compitiendo en el grupo quinto de la  nueva categoría nacional de Tercera División RFEF.
Fue en la temporada 2021/2022 cuando pasa a formar parte de la UE Rapitenca donde se proclama campeón de grupo y consigue de nuevo un ascenso a categoría nacional, en este caso a Tercera División RFEF.
De cara al curso 2022/2023 firma contrato profesional pasando a formar parte del Unió Esportiva Santa Coloma de la Primera División de Andorra teniendo lugar su debut en la máxima competición andorrana el 18 de septiembre de 2022 en el partido correspondiente a la tercera jornada de liga en el empate a uno ante Futbol Club Penya d'Andorra.

## Carrera deportiva

### Clubes
| Club                      | País    | Año               |
| ------------------------- | ------- | ----------------- |
| Málaga Club de Fútbol U18 | España  | 2015-2017         |
| RCD Espanyol U19          | España  | 2017              |
| CE Banyoles               | España  | 2018 - 2020       |
| CF Peralada               | España  | 2020              |
| UA Horta                  | España  | 2021              |
| UE Rapitenca              | España  | 2022              |
| UE Santa Coloma           | Andorra | 2022 – Actualidad |